# Teoría del campo
La teoría del campo más representativa es la postulada por Kurt Lewin, quien expresó los enunciados básicos: la conducta ha de deducirse de una totalidad de hechos coexistentes; estos hechos coexistentes tienen el carácter de un «campo dinámico»; el estado de cada una de las partes del campo depende de todas las demás”.
El modelo emplea bastante matemática, y la relación básica es la siguiente:
C = f (P,A)
C es la conducta de un individuo y es una función (f) de la situación total que incluye las condiciones del individuo (P) y las del ambiente (A) (midiendo así también la relación laboral entre compañeros).[cita requerida]

## Antecedentes del término
La psicología utiliza con frecuencia el concepto de campo y lo toma prestado de la física. Un campo, en física, es una zona del espacio en donde existen propiedades representadas por magnitudes físicas (temperaturas, fuerzas, etc.) a las cuales se les asocian entes matemáticos adecuados para su descripción.[cita requerida]
Mientras que, en algunas teorías psicológicas, la relación entre estímulo y respuesta es simple, en otras es compleja, y requiere de un campo de variables necesario para su descripción.[cita requerida]

## Variables relevantes
Fuerza: La teoría de Lewin es una teoría de la motivación, por lo que define a la fuerza como la causa de las acciones. Al existir una necesidad, se produce una fuerza, o campo de fuerzas, con lo que se produce una actividad con valencia. 
Cada actividad intermedia puede tener su propia valencia, y todas las valencias generan fuerzas dirigidas hacia las actividades particulares o contra ellas. La conducta resultante queda supuestamente determinada por una clase de adición psicológica de las fuerzas diferentes.
Tensión: Es la diferencia entre las metas propuestas y el estado actual del individuo. Existe una presión interna de dirección definida, un estado interior de tensión que nos empuja a llevar a cabo la intención, aunque no haya ninguna ocasión predeterminada que lo sugiera.
Necesidad: Es la que crea las tensiones motivadoras. Siempre que existe una necesidad psicológica, existe en el individuo un estado interno de tensión. Una tensión es el estado de un sistema que trata de alterarse de manera que se vuelva igual a los estados de los sistemas que lo rodean.  

## Resumen
En resumen, Lewin afirma que se deben explicar las acciones del hombre a partir del hecho de que percibe caminos y medios particulares para descargar determinadas tensiones. Al individuo le atraen las actividades que ve como medios de liberar su tensión; para él, tienen valencia positiva, y experimenta una fuerza que lo impulsa a realizarlas. Otras actividades tienen el efecto opuesto: el individuo encuentra en ellas la posibilidad de aumentos de tensión; se dice que tienen valencia negativa y que generan fuerzas repulsivas. 
Toda la conducta o, por lo menos, toda conducta intencional, es motivada; la impulsan tensiones, la mueven fuerzas, la dirigen valencias, y tiene metas.

## Otras teorías del campo
Son consideradas teorías del campo: 
a)	El conductismo intencionista de Edward C. Tolman, como teoría cognitiva.
b)	El funcionalismo probabilista de Egon Brunswik, como teoría del logro.
c)	La teoría neurofisiológica de Karl S. Lashley.
d)	El interconductismo de Jacob R. Kantor.
e)	La teoría organísmica de Raymond H. Wheeler.
f)	Teoría del campo de Attilo Marcolli. Adaptación al diseño